# Света Богородица от Алмудена
„Света Богородица от Алмудена“ (на испански: Catedral de Santa María la Real de la Almudena de Madrid) е католическа църква в Мадрид, Испания, катедрала на Мадридския архидиоцез.
Строителството на сграда започва през 1879 година и след продължителни прекъсвания завършва през 1993 година, когато е осветена от папа Йоан Павел II.